# Cattedrale di St Edmundsbury
La cattedrale di St Edmundsbury (cattedrale di San Giacomo, in inglese Cathedral Church of St James) è la chiesa principale della diocesi anglicana di St Edmundsbury ed Ipswich, situata a Bury St Edmunds nel Suffolk (Inghilterra).